# Янсенс, Ян Виллем
Ян Виллем Янсенс (нидерл. Jan Willem Janssens, во французском произношении – Жан Гийом Жансен, 12 октября 1762 — 23 мая 1838) — государственный деятель Нидерландов, генерал-губернатор Капской колонии и бывшей Голландской Ост-Индии, военный министр Нидерландов.

## Биография
Ян Виллем Янсенс родился 12 октября 1762 года в городе Ниймегене.
Ещё в детском возрасте был записан в военную службу и в 1777 году получил офицерский патент.
В кампании 1793 года он был произведён в капитаны, отличился при Менене, и несмотря на тяжёлую рану, остался в строю. По учреждении Батавской республики, Янсенс получнл чин полковника и должность обер-комиссара французских войск, состоявших на содержании Голландии.
Вскоре после Амьенского мира он был произведён в генерал-лейтенанты и назначен губернатором Капской колонии. Тут ему удалось заключить мирный трактат с кафрами. Численность войск, находившихся в распоряжении Янсенса, не превышали 2000 человек, большей частью из поселенцев и рабов. После появления у берегов Южной Африки английского флота с десятитысячным десантным корпусом, под начальством сэра Дэвида Бэйрда, Янсенс 8 января 1806 года потерпел поражение при Блауберге  под Кейптауном и вынужден был сложить оружие. После капитуляции ему было дозволено вернуться в Голландию.
На родине король Людовик Бонапарт пожаловал Янсенса званием государственного советника и в 1807 году назначил военным министром. По отречении короля Янсенс первым привёз Наполеону это известие. В 1811 году он отправился на Яву, чтобы заменить генерала  Данделса в качестве губернатора французских (бывших голландских) колоний в Ост-Индии, но все его усилия по приведению колоний в надлежащее оборонительное положение не привели к успеху, ибо повальные болезни нанесли огромный урон в личном составе.
При героической обороне Батавии в 1811 году против англичан Янсенс был взят в плен, отвезён в Великобританию и находился под арестом в крепости до 12 ноября 1812 года, когда был отпущен под честное слово не воевать против Англии. За деятельность в Ост-Индии Наполеон наградил Янсенса орденом Почётного легиона.
Наполеон даровал Янсенсу титул барона и назначил начальником 31-го военного округа; но так как Янсенс опасался встретиться во Франции с англичанами (которым дал честное слово не воевать против них), он попросил перевода во 2-й округ. В 1814 году он привёл к Наполеону в Реймс корпус в 6000 челеловек, однако отказался от принятия команды против своих земляков, и отправился в Париж, чтобы переждать там войну. По низложении Наполеона, Янсенс вступил генерал-лейтенантом в голландскую службу, где ему было поручено образование конницы и пехоты. Вскоре он был назначен военным министром, но 22 мая 1815 года вышел в отставку. В сражениях Ста дней он не счёл возможным принять участие ни на французской, ни на голландской стороне. Человек порядочный и смелый, он не только удостоился от короля Голландии большого креста только что учреждённого Военного ордена Вильгельма но и стал первым пожизненным канцлером этого ордена.
Умер 23 мая 1838 года в Гааге.

## Награды
Большой крест ордена Союза (3 февраля 1808 года)
 Великий офицер ордена Почётного легиона (16 мая 1811 года)
 Большой крест Ордена Воссоединения (22 февраля 1812 года)
 Большой крест Военного ордена Вильгельма (июль 1815 года, вручен за прежние заслуги)
 Большой крест ордена Нидерландского льва